# Sami Wolking
Sami Wolking (Helsinki, 1973. augusztus 15. –) finn zenész. Egykor tagja volt a finn Lordinak, mint basszusgitáros, Magnum néven. 1999 és 2002 között játszott az együttesben, majd nappali munkájának fenntartása érdekében elhagyta a csapatot.

## Lordi

### 1999–2002
Wolking négy évvel korábban, 1995-ben ismerkedett meg Tomi Putaansuu-val. Egy KISS Army ülésen találkoztak, ahol Putaansuu hívta őt basszusgitározni a Lordiba, de Wolking ezt az ajánlatot visszautasította. 1999-ben ő vette fel a Lordi első ki nem adott albumát. Miután G-Stealer kilépett Putaansuu ismét felajánlotta neki a basszusgitáros posztot a Lordiban, amit Wolking ezúttal elfogaddott, és "Magnum" néven beállt a csapatba. Szerepelt a Would You Love A Monsterman? 2002-es videójában, és játszott a 2002-ben kiadott kislemezen is.

### Lordi Magnum
Wolking "Magnum" álnéven egy törvényen kívüli galaktikus vadászt alakít. A Mu Arae csillagrendszerben volt, és az Alpha Centauriban volt zsoldos, ám a "manbeast" nevű földönkívüli szörnyek elől menekült a földre. Mr. Lordi azonban megtalálta és javasolt neki egy szövetséget.
Magnum kinézetre olyan mint egy gépember. A vasből készült sisak alatt azonban fellelhető még egy maszk. Magnum tehát egy cybor féle szörny, pontosabban egy cybor-zombi. Jelmeze nem túl változatos felépítésű. Egész kosztümje fém, és vasból készült robotot jelenít meg.

## Zenekarai
- Lordi (1999–2002)
- Noroses
- Naked-Idol

## Diszkográfia
- Get Heavy (2002)

## Külső hivatkozások
www.lordi.fi